# St. Elisabeth (Reiste)

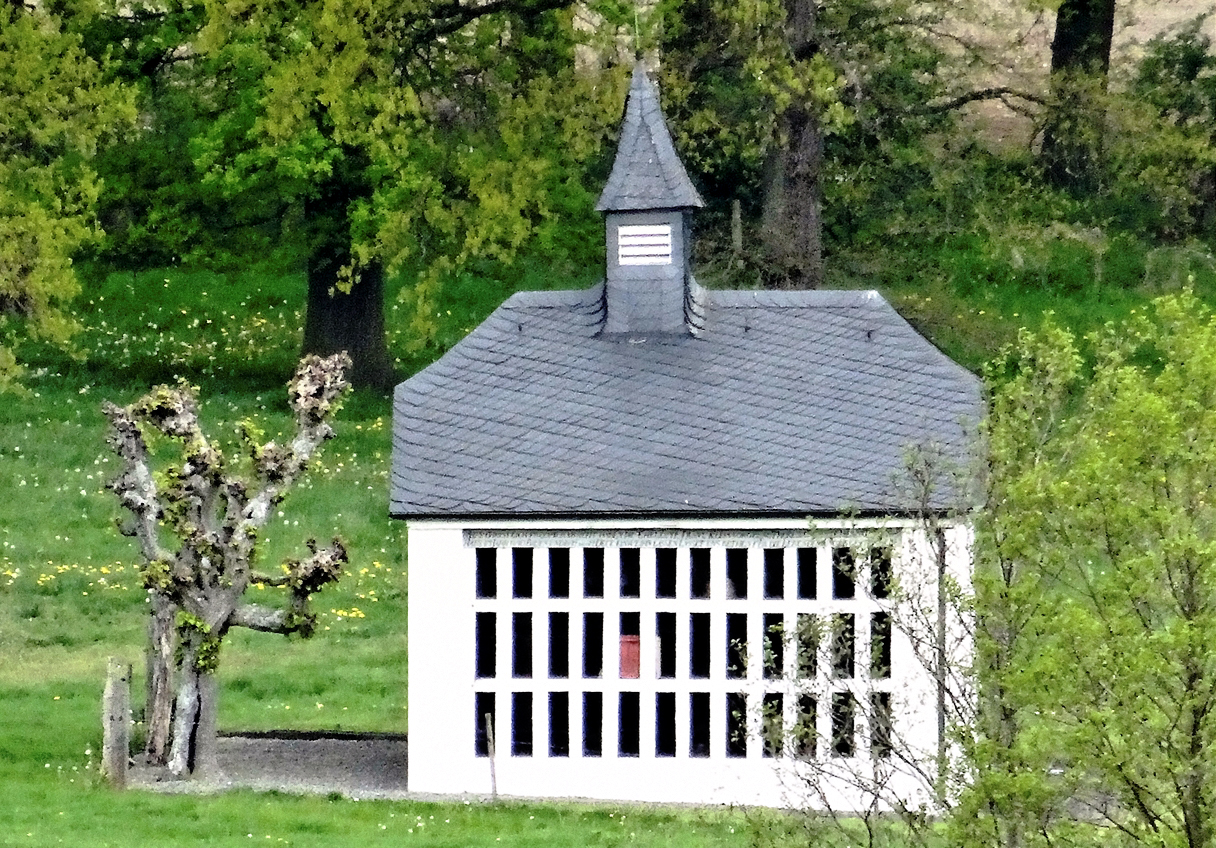
Die Kapelle im Mai 2015

Die Kapelle St. Elisabeth ist ein denkmalgeschütztes Kirchengebäude auf dem Lohof (andere Schreibweise auch Lohhof) in Reiste, einem Ortsteil von Eslohe im Hochsauerlandkreis (Nordrhein-Westfalen).

## Geschichte und Architektur
Das 6,2 mal 4,8 Meter große Gebäude aus verputzten Bruchsteinen wurde 1840 errichtet und befindet sich in einem guten Erhaltungszustand. Der einfache Rechtecksaal ist mit einem schiefergedeckten Krüppelwalmdach versehen, das von einem Dachreiter bekrönt ist, der von einem Wetterhahn geschmückt wird und  einen Glockenstuhl beherbergt. 
Nach der Fertigstellung dauerte es noch zwei Jahre, bis das Kirchlein am 12. Dezember der heiligen Elisabeth von Thüringen geweiht wurde. Die bischöfliche Behörde in Paderborn genehmigte die Bienenzucht in der Kapelle unter der Bedingung, dass hier erzeugtes Bienenwachs zur Herstellung von Kerzen für den kirchlichen Gebrauch benutzt werde. Diese Wachserzeugnisse dienten dann tatsächlich zur Beleuchtung in der nahen St. Pankratius-Kirche und in der Nothelferkapelle an der Mescheder Straße in Reiste. Das kleine Gotteshaus wurde daher auch bald Bienenstockkapelle genannt. Die Familie Kleinsorgen, die in der Kapelle keine Imkerei mehr betreibt, bewahrt bis heute eine Urkunde über diese Vereinbarung mit der katholischen Kirche in der Sammlung ihrer Familiengeschichte.

„AUS CHRISTLICH FROMMER ABSICHT HABEN DIE EHELEUTE FRANZ KLEINSORGEN UND THERESIA SCHULTE DIESES GOTTES-
HAUS IM JAHR 1840 BAUEN UND 1842 DEN 12 DECE. EINWEIHEN LASSEN. LASSET UNS BETHEN FÜR DIE LEBENDEN UND ABGESTORBENEN.“

Muster des Mosaikbodens

So lautet die Inschrift, die knapp unterhalb der Dachtraufe an der Südwand angebracht ist. Darunter ist die Wand in offenem Fachwerk ausgeführt, um in den ungefüllten Gefachen Bienenstöcke unterbringen zu können. Dahinter befindet sich eine Tafel aus Eichenholz mit zwei Reihen von Türen und Klappen. Der Innenraum, der von zwei großen Segmentbogenfenstern auf der Nordseite erhellt wird, ist zum größten Teil mit einem sternförmig angeordneten Plattenmosaik ausgelegt. Neben mehreren ungepolsterten Betbänken, die trotzdem das Knien beim Gebet ein wenig erleichtern, wird die Einrichtung von einem gemauerten Altar bestimmt. Er trägt ein kleines hölzernes Säulenretabel, das einer Bezeichnung zufolge aus dem Jahr 1690 stammen könnte. Das Altarbild zeigt eine Pietà, auf einem zusätzlichen Aufsatz darüber ist die heilige Elisabeth dargestellt.